# Monte Averau
De Monte Averau is een 2649 meter hoge berg in de Dolomieten. De berg ligt tussen de Falzaregopas en Giaupas op korte afstand van de wintersportplaats Cortina d'Ampezzo.
De hoekige top van de Monte Averau is al van verre herkenbaar. Rondom de berg ligt een groot aantal druk belopen wandelpaden. Het gebied is zowel vanuit het noorden als vanuit het zuiden bereikbaar met kabelbanen. Aan de oostelijke voet van de berg ligt de belangrijke berghut Rifugio Averau (2416 m) die ook het aanvangspunt is voor de beklimming van de buurberg Nuvolau (2575 m).